# Powiat duniłowicki

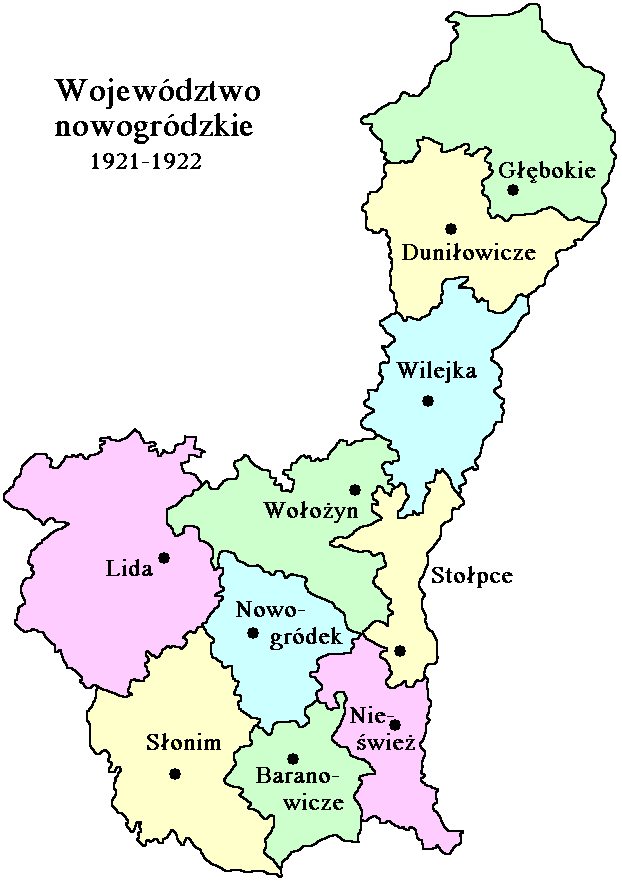
Powiat w woj. nowogródzkim przed przyłączeniem Litwy Środkowej do Polski

Powiat duniłowicki (lub duniłowiczowski) – powiat utworzony 7 listopada 1920 pod Zarządem Terenów Przyfrontowych i Etapowych z części powiatów dziśnieńskiego (gminy: Postawy i Łuck), wilejskiego (gminy: Łuczaj, Norzyca, Porpliszcze, Parafjanowo, Wołkołata, Duniłowicze, Mańkowicze, Miadzioł, Zaśno i Budsław) i borysowskiego (gminy: Dokszyce i Tumiłowicze). 
19 lutego 1921 powiat duniłowiczowski wszedł w skład nowo utworzonego województwa nowogródzkiego. Jego siedzibą było miasteczko Duniłowicze. W skład powiatu wchodziło jedno miasto i 14 gmin. 13 kwietnia 1922 powiat duniłowicki został wyłączony z województwa nowogródzkiego i przyłączony do Ziemi Wileńskiej. 
Z dniem 1 stycznia 1926 siedziba władz powiatowych w Duniłowiczach została przeniesiona do Postaw, a nazwa powiatu duniłowickiego zmieniona na powiat postawski.

## Gminy
- Budsław[5]
- Dokszyce[6]
- Duniłowicze
- Łuck
- Łuczaj
- Mańkowicze
- Miadzioł
- Norzyca
- Parafjanowo (Parafjanów)[6]
- Porpliszcze[6]
- Postawy
- Tumiłowicze[6]
- Wołkołata
- Żośno

## Miasta
- Dokszyce